# Melhania sidoides
Melhania sidoides är en malvaväxtart som först beskrevs av Robert Wight och Arn., och fick sitt nu gällande namn av Henry John Noltie. Melhania sidoides ingår i släktet Melhania och familjen malvaväxter. Inga underarter finns listade i Catalogue of Life.